# Archibald Douglas, 5. Earl of Angus
Archibald Douglas, 5. Earl of Angus, genannt the Great Earl oder Bell the Cat (* um 1453; † 1514) war ein schottischer Adliger und High Chancellor von Schottland.

## Leben
Er gehörte dem Clan Douglas an und war der ältere Sohn von George Douglas, 4. Earl of Angus, aus dessen Ehe mit Isabel Sibbald. Archibald war noch minderjährig, als er 1462 seinen Vater als Earl of Angus beerbte. 
Seine Beinamen "Bell the Cat" und "the Great Earl" erhielt er auf Grund seines Mutes im Kampf gegen die Günstlingswirtschaft König Jakobs III., namentlich der Gefangennahme von Thomas Cochrane, einem Favoriten des Königs. Er sicherte seiner Familie bedeutenden Zuwachs an Reichtum und Ländereien.
Zusammen mit Alexander Stewart, 1. Duke of Albany, gehörte er zu den Verbündeten König Eduards IV. von England, anerkannte die englische Oberhoheit über Schottland und opponierte gegen Jakob III. als auch Jakob IV.
1481 erhielt er das Amt des Warden of the East Marches. Später wurde er Mitglied des schottischen Kronrates und von 1493 bis 1498 amtierte er als Lord High Chancellor of Scotland.
Archibald nahm 1513 an der Schlacht von Flodden Field teil, in der seine beiden ältesten Söhne fielen. Der ältere der beiden, George, Master of Angus, war der Vater seines Titelerben Archibald Douglas, 6. Earl of Angus. Der jüngere William war der Großvater des William Douglas, 9. Earl of Angus, und ist Stammvater der späteren Dukes of Hamilton und Brandon.
Archibald starb spätestens Ende Januar 1514 und wurde in der Priorei von St. Ninian in Galloway begraben.

## Ehen und Nachkommen
1468 heiratete er in erster Ehe Elizabeth Boyd († 1497), Tochter des Chamberlain of Scotland Robert Boyd, 1. Lord Boyd. Mit ihr hatte er vier Söhne und drei Töchter:
- Hon. George Douglas, Master of Angus (um 1469–⚔ 1513), ⚭ 1488 Hon. Elizabeth Drummond, Tochter des 1. Lord Drummond;
- Hon. Sir William Douglas of Glenbervie (⚔ 1513), ⚭ 1501 Elizabeth Auchinleck, Erbtochter des James Auchinleck of Glenbervie;
- Rt. Rev. Gavin Douglas (um 1475–1522), 1515 Bischof von Dunkeld;
- Hon. Sir Archibald Douglas of Kilspindie († um 1536), 1527 Treasurer of Scotland, ⚭ 1515 Isabel Hoppar;
- Lady Marion Douglas († 1511), ⚭ 1492 Cuthbert Cunningham, 3. Earl of Glencairn;
- Lady Elizabeth Douglas, ⚭ 1493 Robert Lyle;
- Lady Janet Douglas, ⚭ 1495 Andrew Herries, 2. Lord Herries of Terregles.

Um 1498 heiratete er in zweiter Ehe Janet Kennedy († nach 1543), Tochter des John Kennedy, 2. Lord Kennedy. Die Ehe blieb kinderlos, ebenso wie seine 1500 geschlossene Ehe mit Katherine Stirling, Tochter des Sir William Stirling, 2. Laird of Keir, von der er sich um 1512 trennte.